# Tarek Soliman
 (octobre 2023).
Si vous disposez d'ouvrages ou d'articles de référence ou si vous connaissez des sites web de qualité traitant du thème abordé ici, merci de compléter l'article en donnant les références utiles à sa vérifiabilité et en les liant à la section « Notes et références ».
Tarek Soliman (arabe : طارق سليمان), né le 24 janvier 1962 à Port-Saïd en Égypte, est un ancien joueur international de football professionnel égyptien ayant joué au poste de milieu de terrain.

## Biographie
Il joue pendant toute sa carrière pour le club égyptien d'Al Masry, situé dans la ville de Port-Saïd, entre 1983 et 1995.
Il est sélectionné par l'entraîneur Mahmoud Al-Gohary dans la liste des 22 pour disputer la coupe du monde 1990 en Italie.

## Palmarès

### Équipe d'Égypte
- Finaliste de la Coupe d'Arabe des nations de football 1988

### Al-Masry
- 3e du championnats d'Égypte : 1983/84.
- 3 fois finaliste de la coupes d'Égypte : 1982/83, 1983/84, 1988/89